# Peridinina
A peridinina é um carotenoide captador de luz, um pigmento associado à clorofila, que se encontra formando o complexo captador de luz peridinina-clorofila-proteína (PCP) em dinoflagelados; foi profundamente estudado na espécie Amphidinium carterae.

## Características estruturais
O complexo PCP é único pelo seu elevado rácio de peridinina em relação à clorofila; a maioria dos complexos captadores de luz contêm mais clorofila do que carotenoides, mas o PCP contém oito moléculas de peridinina e duas de clorofila dispostas de modo a que promovam a transferência de energia peridinina-clorofila. O complexo PCP é um trímero de proteína com um invulgar enovelamento proteico de solenóide alfa com um peso molecular de 35kDa.

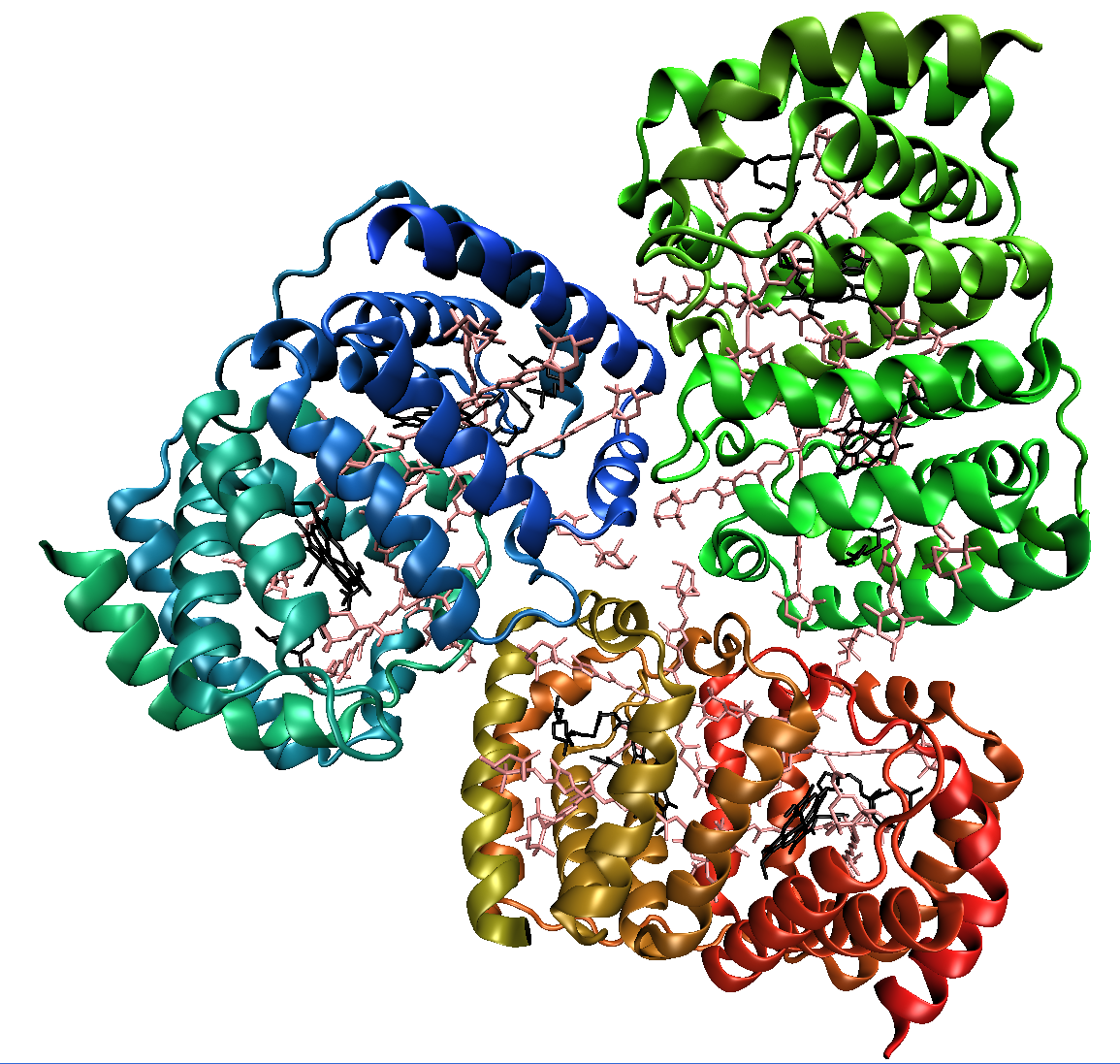
Complexo captador de luz peridinina-clorofila-proteína. As moléculas da peridinina são as rosas e as moléculas de clorofila as pretas.

## Características espectrais

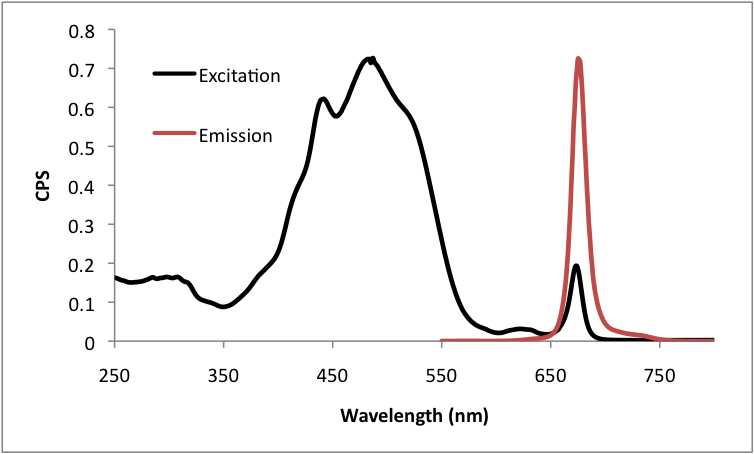
Espectro de emissão e excitação da clorofila peridinina (PerCP).

- Máximo de absorção: 483 nm<
- Máximo de emissão: 676 nm

- Coeficiente de extinção (ε): 1,96 x 106 M−1cm−1

- A483/A280 ≥ 4,6

## Aplicações
A clorofila peridinina (PerCP) é geralmente utilizada em imunoensaios como a separação de células activadas por fluorescência (FACS, fluorescence-activated cell sorting) e a citometria de fluxo. O fluor está ligado covalentemente a proteínas ou anticorpos para o seu uso em aplicações de pesquisa e investigação.